# Cissus diversilobatus
Cissus diversilobatus är en vinväxtart som beskrevs av C. A. Smith. Cissus diversilobatus ingår i släktet Cissus och familjen vinväxter. Inga underarter finns listade i Catalogue of Life.